# Niederbergisch-Märkisches Land
Das Niederbergisch-Märkische Land ist eine Kulturlandschaft in den nordrhein-westfälischen Regierungsbezirken Düsseldorf und Arnsberg. Sie wird von den Landschaftsverbänden Rheinland und Westfalen-Lippe als eine von 32 nordrhein-westfälischen Kulturlandschaften unter der Schlüsselnummer KL 20 geführt.

## Lage und Abgrenzung
Die Kulturlandschaft Niederbergisch-Märkisches Land umfasst den Kreis Mettmann, den Ennepe-Ruhr-Kreis mit Ausnahme der Städte Breckerfeld und Witten, den Märkischen Kreis, das Stadtgebiet von Wuppertal, große Teile der Städte Hagen, Remscheid und Solingen sowie die Städte Schwerte und Fröndenberg des Kreises Unna.
Im Norden wird das Niederbergisch-Märkische Land vom Ruhrgebiet, im Westen von der Rheinschiene, im Süden und Südosten von den Kulturlandschaften Bergisches Land und Sauerland begrenzt. Nach Osten geht die Kulturlandschaft in die Hellwegbörden über.
Die Kulturlandschaft ist im Gegensatz zur naturräumlichen Einteilung primär als Wirtschaftsraum definiert und fasst daher Teile des Naturraums Niederbergisch-Märkisches Hügelland mit Teilen des Naturraums Bergische Hochflächen und Teilen des Naturraums Märkisches Oberland nach kulturräumlichen und wirtschaftsräumlichen Kriterien zusammen. 
Dieser Wirtschaftsraum besitzt als kulturlandschaftlich sich abgrenzende Gemeinsamkeit den oberflächennahen Abbau von Steinkohle und die proto- und frühindustrielle Metallverarbeitung und Textilherstellung.